# الحزم (القطن)

'

تعديل مصدري - تعديل

الحزم هي إحدى قرى عزلة القطن بمديرية القطن التابعة لمحافظة حضرموت، بلغ تعداد سكانها 89 نسمة حسب تعداد اليمن لعام 2004.